# Miguel Sanó
Pour les articles homonymes, voir Sano (homonymie).
Miguel Ángel Jean Sanó (né le 23 janvier 1991 à San Pedro de Macorís en République dominicaine) est un frappeur désigné et joueur de troisième but des Twins du Minnesota de la Ligue majeure de baseball.

## Carrière

### Signature d'un premier contrat
Dominicain d'origine haïtienne, Miguel Sanó attise la convoitise des équipes de baseball professionnel dès son jeune âge. Son talent est remarqué en République dominicaine et plusieurs clubs de la Ligue majeure de baseball se disputent ses services. Les Pirates de Pittsburgh semblent de prime abord les plus intéressés, offrant 2 millions de dollars US, puis 2,6 millions à l'adolescent.
La difficulté qui survient rapidement est de déterminer l'âge de Sanó. La MLB ouvre au début 2009 une enquête pour déterminer son âge, une procédure usuelle pour les joueurs d'Amérique latine car les certificats de naissance sont souvent manquants, ou parfois falsifiés. De plus, l'adolescent est plus grand et plus fort que la majorité des jeunes de son âge, ce qui éveille la suspicion. L'enquête, qui comporte entre autres un examen de la structure osseuse de l'adolescent, n'aboutit pas sur un résultat absolu, mais la ligue conclut que si le jeune homme n'a pas 16 ans comme il le prétend, il est probablement assez proche de cet âge. Les difficultés ainsi causées aux clubs professionnels retardent le processus de signature d'un contrat et compliquent vraisemblablement la tâche des agents qui représentent Sanó, minant quelque peu leur rapport de force dans leurs négociations. Sanó pouvait être engagé par un club du baseball majeur dès le 2 juillet 2009, mais il s'écoulera 5 mois avant qu'un contrat ne soit signé.
Malgré l'offre de Pittsburgh, un essai à l'académie de baseball des Indians de Cleveland en République dominicaine et l'intérêt initial des Orioles de Baltimore, l'agent de Miguel Sanó annonce le 29 septembre 2009 qu'il accepte la proposition des Twins du Minnesota. Le 5 décembre suivant, l'adolescent ayant obtenu un visa pour les États-Unis, la signature du contrat est officiellement annoncée par les Twins. Sanó perçoit 3,15 millions de dollars, le second contrat le plus lucratif offert à un joueur amateur dominicain après les 4,25 millions donnés à Michael Ynoa par les A's d'Oakland en 2008. Le montant est aussi le plus élevé donné par les Twins à un agent libre international et supérieur à la somme des 70 contrats accordés à des espoirs internationaux par le club du Minnesota entre 2006 et 2008. Enfin, le montant est le plus élevé accordé à un joueur de position amateur d'Amérique latine, excluant les Cubains. La somme demeure un record payé par les Twins pour un agent libre international jusqu'aux 4 millions de dollars consentis à Wander Javier, un autre Dominicain, le jour même où Sanó fait ses débuts avec Minnesota en 2015.
La période qui mène à la signature d'un premier contrat professionnel par Miguel Sanó fait l'objet d'un documentaire paru fin 2011, Pelotero (ou Ballplayer: Pelotero dans sa version anglaise). Réalisé par Jonathan Paley, Ross Finkel et Trevor Martin, Pelotero est produit par Bobby Valentine et la narration est assurée par John Leguizamo.

### Débuts professionnels

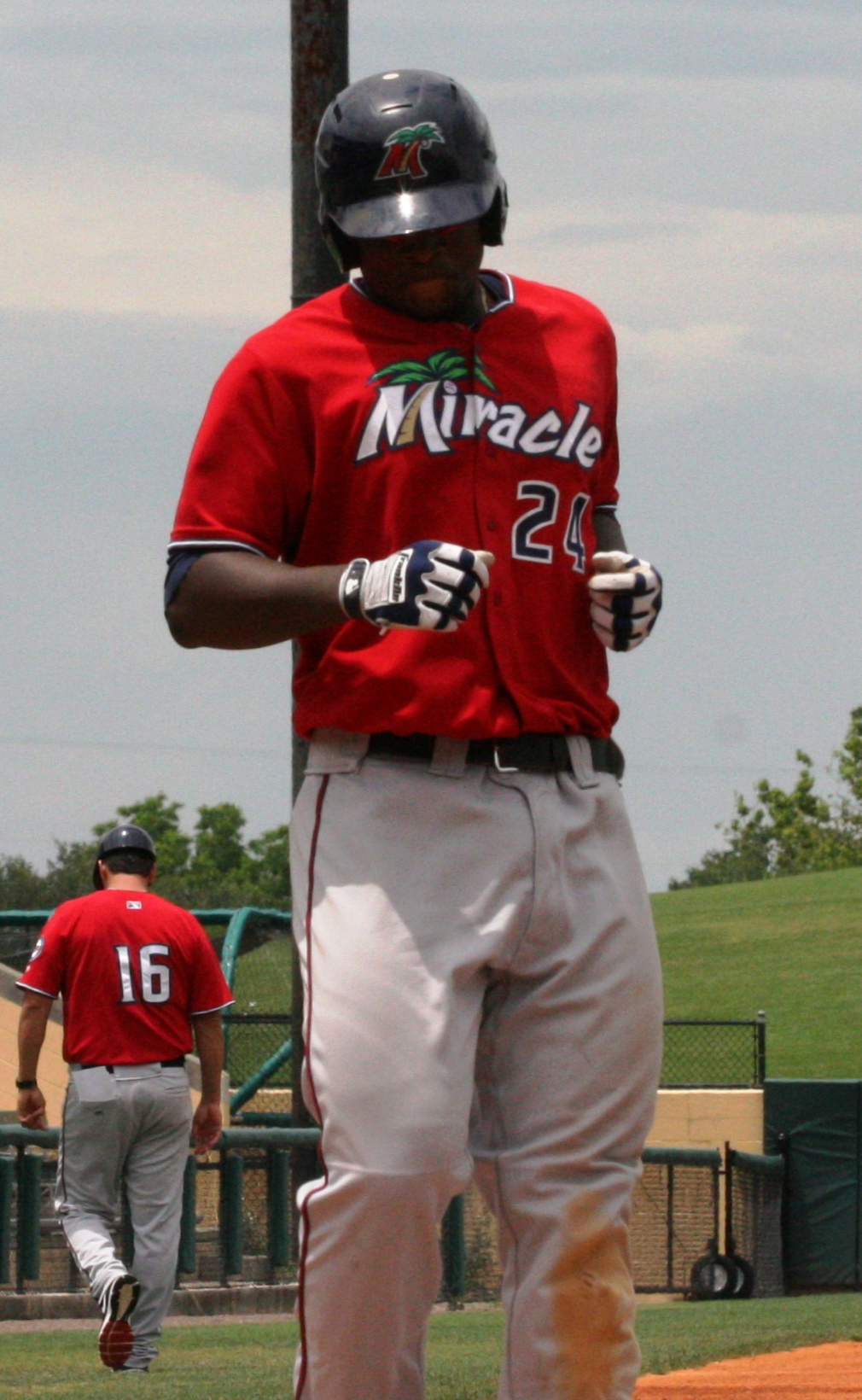
Miguel Sanó en ligue mineure avec le Miracle de Fort Myers en mai 2015.

Miguel Sanó commence sa carrière professionnelle en ligues mineures avec un club affilié aux Twins du Minnesota en 2010. Avant même de fouler un terrain professionnel pour la première fois, Baseball America classe l'adolescent au 94e rang de son palmarès annuel des 100 meilleures joueurs d'avenir. Il fait une rapide ascension de ce classement. Baseball America le place au 60e rang de la liste au début de 2011, en 18e position en 2012, 9e en 2013, 6e en 2014, puis 13e avant la saison 2015. Il maintient un bon classement même s'il rate toute la saison 2014 après avoir subi une opération Tommy John pour réparer le ligament collatéral ulnaire de son coude droit, après qu'une douleur ressentie fin 2013 dans la Ligue d'hiver de République dominicaine eut refait surface durant le camp d'entraînement printanier des Twins.
Un joueur d'arrêt-court dans son pays natal, Sanó s'établit comme joueur de troisième but dans les rangs mineurs,.
Sanó participe au match des étoiles du futur présenté à New York en juillet 2013, aux côtés d'un autre espoir des Twins souvent mentionné dans le même souffle, Byron Buxton. Sa blessure l'empêche toutefois de prendre part à l'édition suivante de la classique annuelle, jouée à Minneapolis au stade des Twins en 2014.

### Twins du Minnesota
Miguel Sanó fait ses débuts dans le baseball majeur avec les Twins du Minnesota le 2 juillet 2015. Le joueur de troisième but est pour ce premier match utilisé comme frappeur désigné face aux Royals de Kansas City. À son dernier passage au bâton de cette première rencontre, il réussit face au lanceur Greg Holland son premier coup sûr dans les majeures.
Avec 27 coups sûrs, 18 points marqués et 26 points produits en 27 matchs, Miguel Sano est nommé meilleure recrue du mois d'août 2015 dans la Ligue américaine.